# Podabrus naratougeanus
Podabrus naratougeanus es una especie de coleóptero de la familia Cantharidae.

## Distribución geográfica
Habita en Japón.